# Kopalnia Węgla Kamiennego Wieczorek
Das Bergwerk Wieczorek (poln. Kopalnia Węgla Kamiennego Wieczorek) ist ein in der Stilllegungsphase befindliches Steinkohlebergwerk in Katowice-Nikiszowiec (Polen).

## Geschichte

### Vorgeschichte
Den Anfang des Steinkohlenbergbaus in den Ortschaften Janów, Roździeń und Szopienice machten Schmiede, die diese für den eigenen Gebrauch förderten. Die Besitzer des Pfarrbezirks Mysłowice, zu dem diese drei Dörfer gehörten, waren 1678 die Familie Mieroszewski aus Krakau und ab 1839 Maria Winckler, danach ihre Tochter Waleska von Tiele-Winckler. Im Gegensatz zu den Gebieten westlich (Kopalnia Węgla Kamiennego Katowice) und südöstlich (Mysłowice) spielte hier in der „Mitte“ nicht die Kattowitzer AG für Bergbau und Eisenhüttenbetrieb der Familie Tiele-Winckler die entscheidende Rolle, sondern die Firma Georg von Giesches Erben.

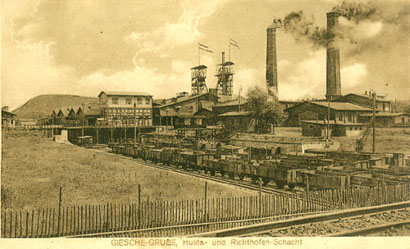
Historische Aufnahme der Gieschegrube

Drei Vorgängerbergwerke, die später in die Gieschegrube/Wieczorek integriert wurden, waren Bergthal, Morgenroth und Edwin.

### Bergthal
Aufgrund des 1769 für den Kohleabbau in Kraft getretenen Preußischen Bergrechts mussten die Bergbehörden eine Abbaugenehmigung erteilen, die an die Einstellung geschulten Personals gekoppelt war. Deshalb beantragten die Schmiede der Region bereits im Jahre 1781 die Errichtung der Zeche Mieroszewski (im Besitz des Grafen von Mieroszewski). Es wurde jedoch 1788 nur für die Zeche Bergthal in Mysłowice eine Abbaugenehmigung erteilt. Dieses Bergwerk arbeitete nur 1792 und von 1801 bis 1823. Hohe Wartungskosten und Mangel an Käufern zwangen die Betreiber, das Bergwerk zu schließen.

### Morgenroth
Die weitere Entwicklung des Steinkohlenbergbaus war abhängig von der Nachfrage nach Kohle durch die Zinkhütten von Katowice und Mysłowice und der Erschließung von neuen Märkten durch die Anbindung an das Eisenbahnnetz. Außerdem herrschte massiver Holzmangel, unter dem auch der Grubenausbau selbst litt. Einen neuen Schub erhielt der Bergbau durch die Entdeckung eines drei Meter mächtigen Flözes namens Morgenroth (Jutrzenka) an der Grenze von Roździeń und Szopienice mit Janów. Deshalb wurde am 6. Januar 1826 ein 100 ha großes Steinkohlenfeld verliehen, das an der Straße zwischen Katowice und Mysłowice gelegen war. Muter war auch hier Felix Mieroszewski. Die Gewinnung energiereicher Kohle aus einer neuen Zeche Morgenroth begann aber erst im Jahre 1835, nachdem an der Oberfläche 1834 die Zinkhütte Wilhelmina errichtet worden war. Diese Hütte hatte die Firma Georg von Giesches Erben errichtet; sie übernahm zwischen 1833 und 1835 auch das Bergwerk von seinen Besitzern Alexander Mieroszewski und Daniel Henry Dalibor. Im Feld Morgenroth wurde bis 1964 Kohle abgebaut.

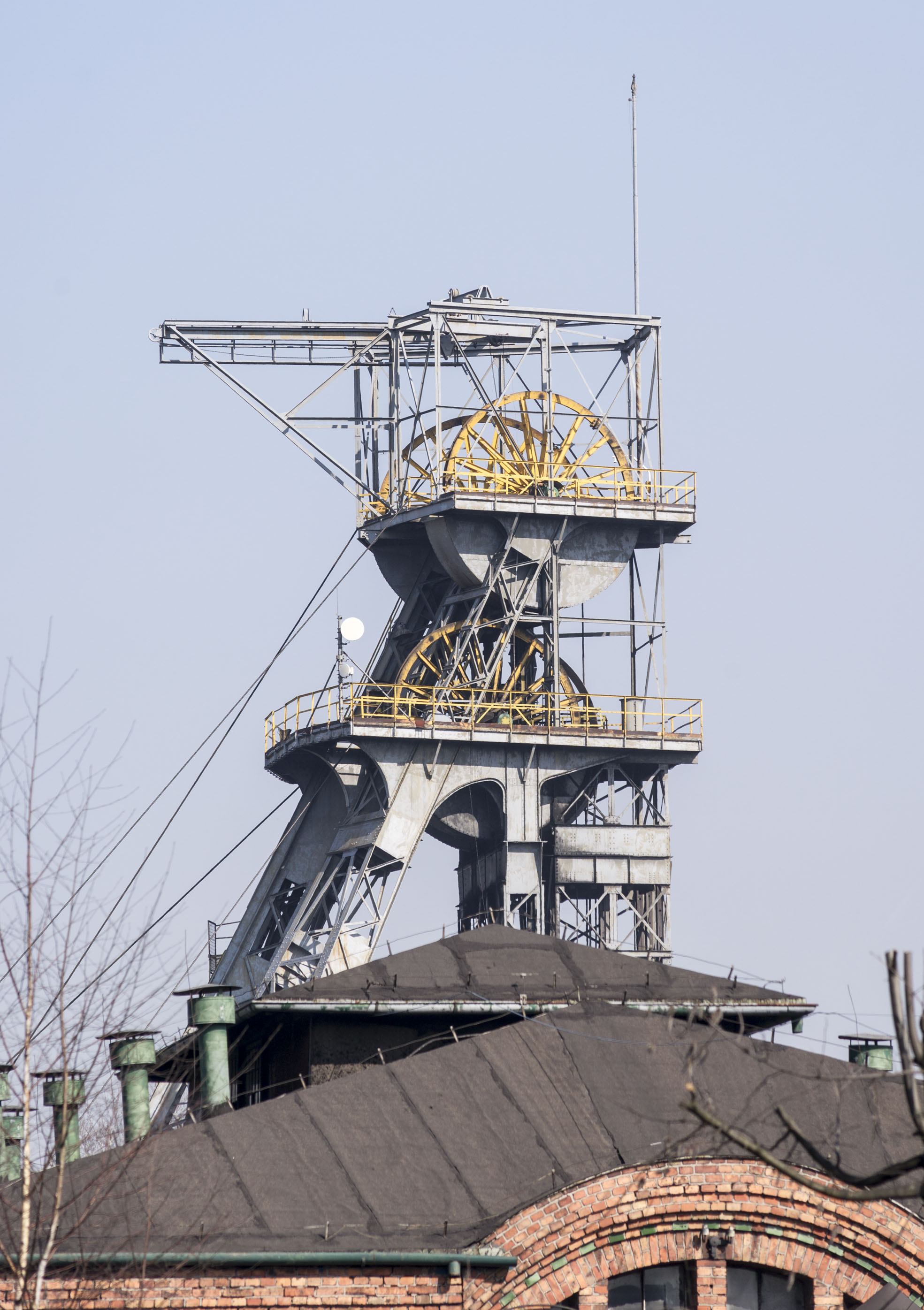
Schacht Pułaski

### Edwin
In den dreißiger Jahren des neunzehnten Jahrhunderts kaufte John Gottlob Lamprecht das kleine Bergwerk Edwin in Szopienice. 1879 gelangte das Bergwerk an Georg von Giesches Erben.

## Gieschegrube
Die drei in der Vorgeschichte genannten Bergwerke wurden am 2. Dezember 1869 zusammen mit den Feldern Guter Albert (1852 und 1865 verliehen), Teichmannshoffnung (1852) in Szopienice und Wildensteinssegen sowie Elfriede in Roździeń zur Gieschegrube konsolidiert. In den Folgejahren von 1877 bis 1881 gelangten dann die meisten Kohlenfelder und Zechen in Roździeń, Szopienice und Janów in die Hände von Georg von Giesches Erben, wodurch bis 1883 ein Bergwerk mit einer Berechtsame von 8,42 km² geschaffen wurden. Dieser Konzentrationsprozess war maßgeblich das Werk von Georg Scherbening, einem Absolventen der Königlichen Bergakademie in Berlin.
Nachdem anfänglich oberflächennah in Tiefen zwischen 8 m und 32 m die Kohle gewonnen werden konnte, ging man ab 1848 zum Tiefbau über. Von 1874 bis 1883 verfügte die Grube über vier Schächte: Richthofen, Kaiser Wilhelm (später Ligon), Morgenroth und Hulda (später Wilson), von denen aus ab 1890 die 450-m-Sohle aufgefahren wurde.
Zwischen 1903 und 1904 wurden als neue Schächte Carmer (Pułaski) und Nickisch (Poniatowski) abgeteuft, die beide bis heute offen sind. Nachdem 1908 noch der Schacht George hinzugekommen war, verfügte das Bergwerk bis 1914 über insgesamt 17 Schächte. In diesem Jahr wurde auch das Kraftwerk Georg errichtet und in den Folgejahren vergrößerte sich die Berechtsame auf 26,95 km².

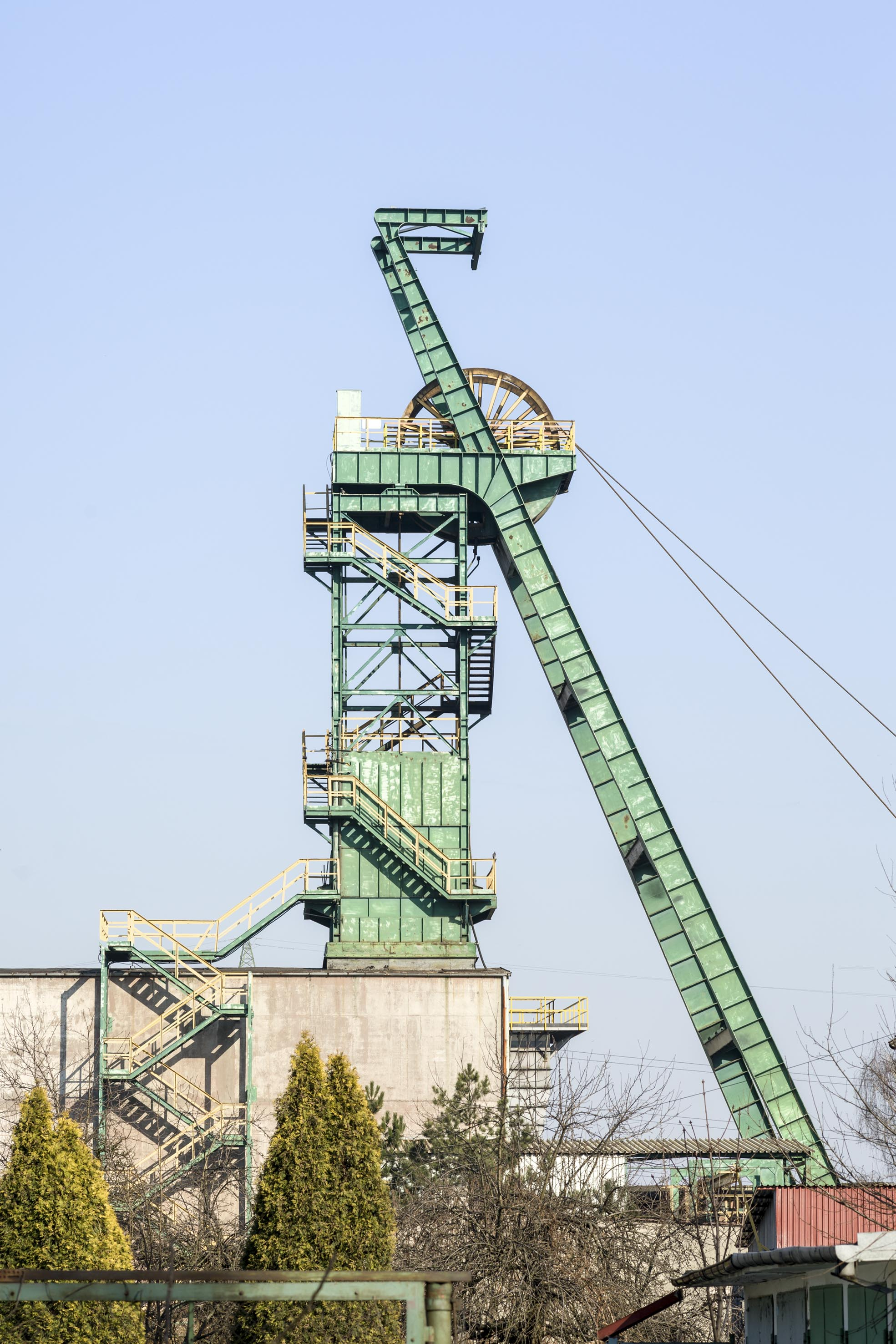
Gerüst über Schacht Giszowiec

Während des gesamten 19. Jahrhunderts blieb man trotz zunehmender Tiefen bei Pfeilerabbau und ging erst 1907 zum Spülversatz mit Sand über. Zwischen 1908 und 1910 wurden die zuvor hölzernen Transportkarren unter Tage durch eiserne Hunte ersetzt und elektrische Lokomotiven eingeführt. Trotzdem wurde erst 1926 das letzte Grubenpferd ausgemustert.
Wie an vielen anderen Stellen auch, brachte die Trennung Oberschlesiens in einen polnischen und einen deutschen Teil erhebliche Veränderungen in den Besitzverhältnissen der Grube mit sich. Zunächst wurde die Gesellschaft Georg von Giesche Erben in die Giesche AG umgewandelt, bevor man ab 1926 sukzessive die Aktien an die amerikanische Silesian American Corporation (SACO) mit Sitz in Wilmington (Delaware), eine Holdinggesellschaft im Besitz der Anaconda Copper Mining Company, abgab. 1930 war der Verkauf vollständig abgeschlossen. Während des Zweiten Weltkriegs stand die Zeche wieder unter deutscher Verwaltung und man versuchte, die Aktien von den Amerikanern zurückzukaufen. Die US-Regierung verweigerte dies und einige Schweizer Banken erwarben die Aktienmehrheit an Giesche von der SACO.

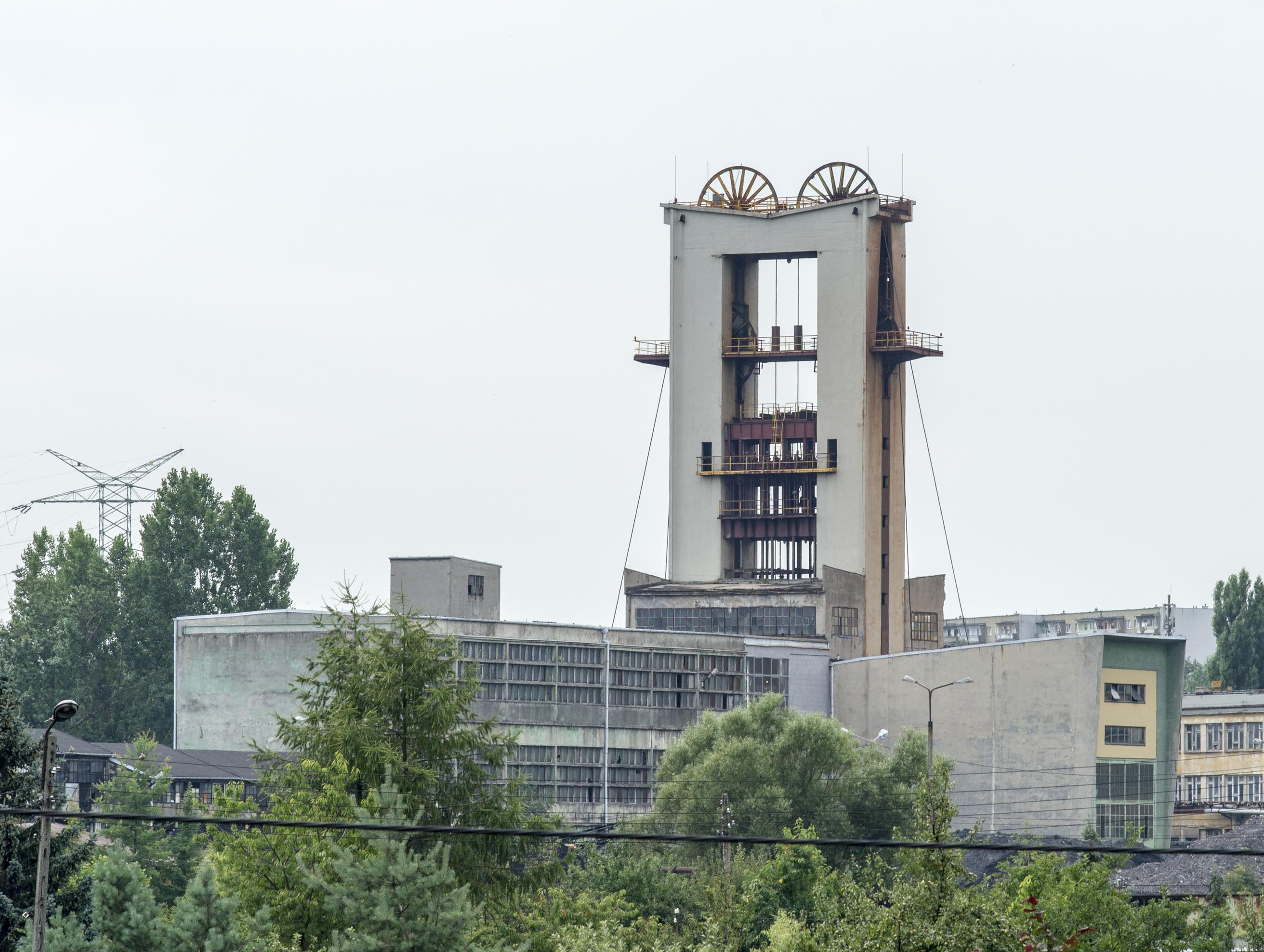
Betonförderturm Roździeńsk mit Schachthalle

Die Zeche erlitt am Kriegsende nur geringe Schäden und konnte ihre Arbeit sofort nach dem Abzug der deutschen Truppen wieder aufnehmen. Schon im Februar 1945 konnte die ersten 900 t Kohle wieder zu Tage gebracht werden.

## KWK Janów
Von 1945 bis 1951 trug die Gieschegrube den Namen Janów, desjenigen Stadtteils von Katowice, in dem die Zeche ihren Ursprung hatte.

## KWK Wieczorek
1951 wurde das Bergwerk nach dem (nicht aus Schlesien, sondern aus dem im 19. Jahrhundert russischen Zawiercie stammenden) Bergmann und Aktivisten der Arbeiterbewegung Józef Wieczorek (1893–1944) benannt, der sich als Mitglied der deutschen KPD am Spartakusaufstand, später aber an den Polnischen Aufständen in Oberschlesien beteiligte und im KZ Auschwitz ums Leben kam.
Südlich der alten Gieschegrube lag das riesige Reservefeld mit einer Fläche von 22,86 km², das bis 1956 weitgehend unverritzt (vom Bergbau noch nicht berührt) war und dessen Lagerstätten noch keine detaillierte Untersuchung erfahren hatten. Es wurde zusammen mit einem Teil des Grubenfeldes von Gieschegrube/Wieczorek an das neu errichtete Bergwerk Staszic abgegeben, weitere Teile 1966 an das Versuchsbergwerk Jan (s. u.).
Im Rahmen einer allgemeinen Südwanderung des Bergbaus wurden im Laufe der Zeit zahlreiche im nördlichen Feldesteil gelegene Schächte verfüllt und Aufbereitungsanlagen abgerissen. Diesem Schicksal entgingen einige Zechengebäude und die Waschkaue von Schacht Wilson (benannt zu Ehren des US-Präsidenten Thomas Woodrow Wilson), in denen Monica und Johannes Bros. Spatel 1998 eine Kunstgalerie eröffneten.

## Jan
Am 1. Januar 1969 wurde im Bergwerk Wieczorek vom Hauptinstitut für Bergbau die Pilotanlage Jan errichtet, um Tests und Experimente mit modernen Arbeitsweisen und umfassender Automatisierung sowie neuen Methoden zur Organisation und Verwaltung durchzuführen. Die Anlage bestand 10 Jahre, bevor sie 1976 wieder Wieczorek zugeschlagen wurde. Die Produktion im Jahr 1975 betrug 508.775 Tonnen.

## Gegenwart
Im Jahr 2010 beschäftigte das Bergwerk 2359 Mitarbeiter, förderte täglich 6865 Tonnen Kohle und kam damit auf eine Jahresleistung von 1,73 Mio. Tonnen. Es verfügt über vier Schächte, Pułaski (Seilfahrt, Gestell- und Skipförderung), Roździeńsk (Doppelförderung mit zwei Skips und Kohlentransport über eine sechsteilige Bandbrücke zur Aufbereitung nach Pułaski), Giszowiec (Materialtransport und Wetterschacht) und Południowy (ausziehender Wetterschacht). Weil jedoch die Kohlenvorräte in weiten Feldteilen erschöpft sind, wurde das Bergwerk am 31. März 2018 der Spółka Restrukturyzacji Kopalń S.A. zur Stilllegung übergeben. Die noch vorhandenen Kohlenvorräte werden durch das Bergwerk Staszic aufgeschlossen und zu Tage gehoben.

## Förderzahlen
| 1913 | 2,57 Mio. t |
| 1938 | 1,99 Mio. t |
| 1970 | 2,48 Mio. t |
| 1979 | 3,82 Mio. t |
| 2010 | 1,73 Mio. t |
| 2014 | 1,63 Mio. t |

## Zechensiedlungen

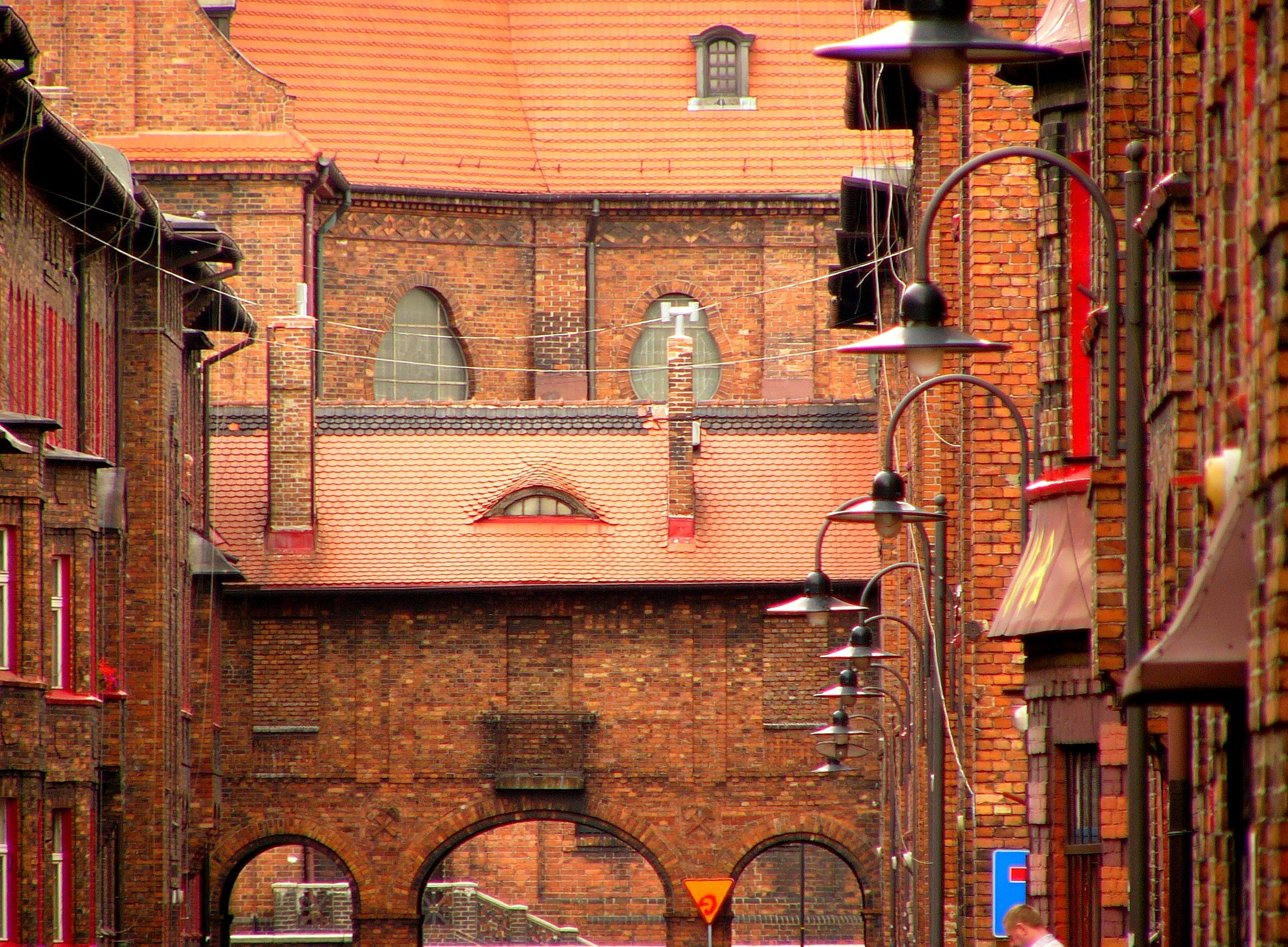
Siedlung Nikiszowiec

Zwei von dem Konzern Georg von Giesche Erben erbaute Zechensiedlungen sollen hier erwähnt werden. 1907 wurde die Gartenstadtkolonie Giszowiec/Gieschewald durch das Architekturbüro Georg und Emil Zillmann aus Berlin-Charlottenburg in kreativer Anpassung an die einheimische Blockbauweise erbaut – zwar gemauert, aber mit traditionellen Schindeldächern. In den Jahren 1908–1915 und 1920–1924 folgte die Siedlung Nikiszowiec/Nickischschacht derselben Architekten.